# 鮑里西夫卡 (波爾塔瓦區)
49°46′12″N 34°20′8″E / 49.77000°N 34.33556°E
鲍里西夫卡（烏克蘭語：Борисівка），是烏克蘭中部波爾塔瓦州波爾塔瓦區迪卡尼卡市镇的村落。分別距離蘭達里1公里和基申齊2公里，始建於1867年，面積0.34平方公里，海拔高度107米，2001年人口64。